# والارو، استرالیای جنوبی
والارو (به انگلیسی: Wallaroo) یک شهرک در استرالیا است که در استرالیای جنوبی واقع شده‌است.